# Geyer (piano)
Geyer (volledige naam Adolf Geyer) is een Duitse pianofabrikant. De fabriek staat in Eisenberg in de Duitse deelstaat Thüringen, waar ze in 1877 is opgericht. Tussen 1896 en 1902 droeg het bedrijf tijdelijk de naam Tuch & Geyer maar in 1903 werd de productie onder de oorspronkelijke naam hervat. Geyer produceerde ook piano's onder de merknaam "Wilh. Steinberg".
In 1949 werd het bedrijf een staatsbedrijf van de voormalige DDR.